# إريك كاستيلو
إريك كاستيلو (5 فبراير 1995 في الإكوادور - ) هو لاعب كرة قدم إكوادوري في مركز الوسط. لعب مع برشلونة جواياكويل.

## مسيرته الكروية
لعب إريك كاستيلو خلال مسيرته الاحترافية مع 6 أندية في تسعة مواسم وسجل خلالها 19 هدفًا ضمن 195 مباراة. ولم يفز بأي موسم بالكأس وفاز في موسم واحد بالدوري.
خاض إريك كاستيلو مسيرته مع نادي إنديبندينتي ديل فال ما بين عامي 2012 و2013 لمدة موسم واحد، لم يشارك في أي مباراة ولم يسجل أي هدف. ثم انتقل إلى L.D.U. Loja ‏ ما بين عامي 2013 و2014 لمدة موسم واحد، حيث شارك في 28 مباراة سجل خلالها هدفًا واحدًا. لينتقل بعدها إلى نادي أولميدو ما بين عامي 2014 و2015 لمدة موسم واحد، مشاركًا في 29 مباراة ولم يسجل أي هدف. ثم انتقل إلى نادي برشلونة في موسم 2015 ليلعب معه أربعة مواسم، مشاركًا في 89 مباراة سجل خلالها 13 هدفًا. هذا وانتقل لاحقًا إلى نادي تيخوانا في موسم 2018–19 لمدة موسم واحد، مشاركًا في 23 مباراة سجل خلالها هدفين. ثم انتقل بعدها إلى نادي سانتوس لاغونا في موسم 2019–20 لمدة موسم واحد، مشاركًا في 26 مباراة سجل خلالها 3 أهداف.

## وصلات خارجية
- إريك كاستيلو على موقع قاعدة بيانات كرة القدم.إي يو (الإنجليزية)
- إريك كاستيلو على موقع ناشيونال فوتبول تيمز (الإنجليزية)
- إريك كاستيلو على موقع Soccerway.com (الإنجليزية)